# Primož Parovel
Primož Parovel, né le 5 février 1975 à Celje en Slovénie, est un accordéoniste classique et professeur de musique slovène.

## Biographie
Primož Parovel, né le 5 février 1975 à Celje en Slovénie, étudie au conservatoire de musique et de ballet de Ljubljana.  Il est lauréat du 12e Concours international d'accordéon à Arrasate en Espagne en 2004 et le 3e prix du 36e concours international d'accordéon Klingenthal en Allemagne en 1999.
En 2004, il est nommé professeur adjoint de la Academy of Music (Ljubljana) (en) (Académie de musique de l'Université de Ljubljana).